# 越智正典
越智 正典（おち まさのり、1928年11月18日 - 2025年4月16日）は、日本のアナウンサー、野球評論家、スポーツライター。日本放送協会（NHK）アナウンサー→日本テレビ放送網（NTV）アナウンサー、のち運動部長。東京府（のちの東京都）出身。
「おち せいてん」の読みをあてる場合がある。

## 来歴・人物
東京府立第一商業、早稲田大学政治経済学部卒業。
1951年にNHKへ入局。札幌局勤務ののち、1953年のNTV開局に伴い同局へ第1期アナウンサーとして移籍とする資料があるが、同年10月21日のNHKラジオ第2放送での日米野球（円山球場）の実況を担当しているため、実際には開局翌年移籍とみられる。以後、特にスポーツ中継の実況アナウンサーとして活躍。
中でもプロ野球・読売ジャイアンツ（巨人）主催試合の実況を数多く担当。1974年10月14日の長嶋茂雄の現役引退試合（対中日戦、後楽園球場）では、試合後の共同記者会見を担当。1970年代前半まで、ミユキ野球教室でリポーターを担当した。野球のほかには、NTV初のプロレス中継（1954年2月19日 - 21日。力道山・木村政彦組vsシャープ兄弟戦）第2日目の実況を務めた。
スポーツ以外では1959年4月10日の皇太子成婚式典中継において皇居内宮中三殿の賢所における結婚の儀の実況を担当。1971年4月 - 1972年3月には、NNNワイドニュースのキャスター（火・水曜→1971年10月以降は月曜）も担当した。
その後運動部長を経て、1975年にNTVを退社後は野球評論家・スポーツライターとなり、プロ・アマを問わず野球に関するコラム・随筆を執筆している。かつて東京六大学野球中継にも携わったことから、母校の早大から東都大学を含めて細かく把握している。
2025年4月16日、老衰のため東京都内の自宅で死去。96歳没。同年6月3日に長嶋茂雄が死去したのに伴い、メディアがコメントを取ろうとしたところ、越智の死去が判明した。

## 出演情報

### 番組

#### テレビ
- 野球中継（NTV）
  - プロ野球中継[13]
    - 日本プロ野球初の天覧試合（1959年6月25日、巨人対大阪第11回戦）[14]
    - オールスターゲーム（1954年第2戦・1955年第1・2戦・1956年第1戦・1959年第1・2戦・1960年第2・3戦・1962年第1戦・1963年第1・3戦・1965年第1戦・1968年第2戦・1970年第1戦・1973年第1戦・1974年第1戦）
    - 日本シリーズ（1955年・1957年 - 1965年・1969年 - 1974年）
    - 巨人のシーズン開幕戦（開催が後楽園球場の場合のみ）の実況は1954年～1960年（対国鉄）、1961年（対中日）、1964年（対国鉄） - 1968年（対大洋）、1970年（対中日）、1973年（対ヤクルト）の15回担当している（実況を担当した開幕戦での巨人の成績は7勝8敗）。

  - 東京六大学野球中継[13]
  - 都市対抗野球大会中継[13]
- 日本プロレス中継（NTV。1954年2月20日放送で初担当）
- ライスボウル中継（NTV。1955年、極東空軍対海兵隊戦[15]）
- ミュンヘンオリンピック中継（1972年。初のジャパンプールの一員として参加、閉会式を担当[16]）
- ミユキ野球教室
- NNNワイドニュース（1971年4月 - 1972年3月）
- サンテレビボックス席（サンテレビ。1980年に阪急ブレーブス主催ゲームの実況を担当）

#### ラジオ
- 越智正典のMr.ベースボール（1978年4月3日 - 1978年9月25日。TBSラジオ）[17]
- 巨人誕生-ベーブ・ルースを迎え撃て（1984年3月4日、20:00 - 21:00[17]。TBSラジオ） 単発番組[17]。王貞治、二出川延明と共演[17]。
- プロ野球50年男の熱闘（1984年10月8日 - 1985年4月5日[17]。TBSラジオ） 平日帯ワイド番組の内包番組[17]。松下賢次と共演[17]。
- 越智正典のスポーツ情報（STVラジオ。1980年代 - 1990年代頃）[18]
- 越智正典のスポーツエッセイ（STVラジオ。1990年代頃。『オハヨー!ほっかいどう』内で放送）[7][19]

### 映画
- 不滅の熱球（1955年、東宝） - アナウンサー 役[3]
- 四万人の目撃者（1960年、松竹） - 野球アナウンサー 役[20]
- ミスター・ジャイアンツ 勝利の旗（1964年、東宝） - アナウンサー 役[3]
- スパルタ教育くたばれ親父 (1970年、日活) -友情出演

## 著書
- 『ジャイアンツの歴史 物語』ベースボール・マガジン社、1961年4月25日。NDLJP:2494022。
  - ジャイアンツの歴史（1979年7月、恒文社） 新版
  - ジャイアンツの歴史（1980年2月、恒文社） 新版
  - ジャイアンツの歴史（1984年1月、恒文社）ISBN 4770405545 増補改訂版
- アナおもしろ記 マイク武者修行（1965年、報知新聞社）
- 強者 プロ野球ドキュメント（1965年、秋田書店。「サンデー新書」）
- 野球王国アメリカ光と影 この目で見た大リーグ（1972年、世紀社出版。「世紀社101シリーズ」）
- プロ野球ネット裏・20年 長島茂雄と輝しきライバルたち（1975年、実業之日本社）
- 素顔の大リーグ（1977年7月、恒文社）
- 実況 長嶋茂雄（2000年、毎日新聞社）ISBN 4620314773
- 東映フライヤーズ あゝ駒沢の暴れん坊 追憶の球団（2014年12月、ベースボール・マガジン社） ISBN 9784583107127

## 連載
- シリーズ／人間・王貞治（『ベースボールマガジン』2012年5月号 - 2014年7月号）
- 神宮球場ガイドブック「神宮球場から飛び立ったプロ野球のスターたち」、「外苑散歩道」等（1990年 - 2017年、春秋2回・神宮球場で販売 ベースボールマガジン社発行）

## 参考資料
- 外部リンク
- アナウンサーたちの70年（1992年12月、NHKアナウンサー史編集委員会編・講談社発行）ISBN 4062032325
- 実況! 熱きことばの伴走者たち（1994年3月発売・4月1日発行、日本テレビ放送網アナウンス部編著・創拓社発行）ISBN 9784871381772
- TBS50年史（2002年1月、東京放送編・発行）…国立国会図書館の所蔵情報
  - 資料編
  - 付録のDVD-ROM『ハイブリッド検索編』（PC対応）
    - ラジオ番組データベース
- ラジオマニア2010（『三才ムック』vol.329。2012年10月16日発売・11月1日発行、三才ブックス）ISBN 4861992931
  - 『ラジオ新番組速報版』1985年春号（三才ブックス発行）に掲載されたSTVラジオ番組表（P155に縮刷掲載）
- ラジオマニア2013（『三才ムック』vol.571。2012年11月28日発売・12月1日発行、三才ブックス）ISBN 4861995507
  - 『ラジオ番組表』1997年秋号（三才ブックス発行）に掲載されたSTVラジオ番組表（P157に縮刷掲載）
- 本人著書